# 委內瑞拉音像製品協會
委內瑞拉音像製品協會（西班牙語：Asociación Venezolana de Intérpretes y Productores de Fonogramas），是於1993年6月2日建立的委內瑞拉非營利音樂協會，總部設立在卡拉卡斯。協會是國際唱片業協會的成員，負責製作頒發唱片銷售認證。

## 外部連結
- 官方网站